# Пек (Айдахо)
Пек (англ. Peck) — місто в окрузі Нез-Перс, штат Айдахо, США. Згідно з переписом 2010 року населення становило 197 осіб, що на 11 осіб більше, ніж 2000 року.

## Географія
Пек розташований за координатами 46°28′28″ пн. ш. 116°25′33″ зх. д. / 46.47444° пн. ш. 116.42583° зх. д. (46.474428, -116.425820).  За даними Бюро перепису населення США в 2010 році місто мало площу 0,70 км², уся площа — суходіл. В 2017 році площа становила 0,65 км², уся площа — суходіл.

## Демографія

### Перепис 2010 року
За даними перепису 2010 року, у місті проживало 197 осіб у 87 домогосподарствах у складі 59 родин. Густота населення становила 281,7 ос./км². Було 95 помешкань, середня густота яких становила 135,9/км². Расовий склад міста: 95,4 % білих, 1,0 % індіанців, а також 3,6 % людей, які зараховують себе до двох або більше рас. Іспанці та латиноамериканці незалежно від раси становили 0,5 % населення.
Із 87 домогосподарств 26,4 % мали дітей віком до 18 років, які жили з батьками; 56,3 % були подружжями, які жили разом; 9,2 % мали господиню без чоловіка; 2,3 % мали господаря без дружини і 32,2 % не були родинами. 26,4 % домогосподарств складалися з однієї особи, у тому числі 12,6 % віком 65 і більше років. У середньому на домогосподарство припадало 2,26 мешканця, а середній розмір родини становив 2,75 особи.
Середній вік жителів міста становив 49,2 року. Із них 19,3 % були віком до 18 років; 2,5 % — від 18 до 24; 20,9 % від 25 до 44; 35,6 % від 45 до 64 і 21,8 % — 65 років або старші. Статевий склад населення: 50,8 % — чоловіки і 49,2 % — жінки.
Середній дохід на одне домашнє господарство  становив 44 805 доларів США (медіана — 41 250), а середній дохід на одну сім'ю — 55 255 доларів (медіана — 55 417). Медіана доходів становила 53 750 доларів для чоловіків та 40 417 доларів для жінок. За межею бідності перебувало 25,2 % осіб, у тому числі 29,6 % дітей у віці до 18 років та 37,0 % осіб у віці 65 років та старших.
Цивільне працевлаштоване населення становило 65 осіб. Основні галузі зайнятості: освіта, охорона здоров'я та соціальна допомога — 18,5 %, публічна адміністрація — 16,9 %, сільське господарство, лісництво, риболовля — 16,9 %.

### Перепис 2000 року
Згідно з переписом 2000 року, у місті проживало 186 осіб у 87 домогосподарствах у складі 62 родин. Густота населення становила 266,0 ос./км². Було 96 помешкань, середня густота яких становила 137,3/км². Расовий склад міста: 98,39 % білих і 1,61 % індіанців.
Із 87 домогосподарств 23,0 % мали дітей віком до 18 років, які жили з батьками; 63,2 % були подружжями, які жили разом; 8,0 % мали господиню без чоловіка, і 28,7 % не були родинами. 27,6 % домогосподарств складалися з однієї особи, у тому числі 14,9 % віком 65 і більше років. У середньому на домогосподарство припадало 2,14 мешканця, а середній розмір родини становив 2,58 особи.
Віковий склад населення: 17,7 % віком до 18 років, 2,2 % від 18 до 24, 26,9 % від 25 до 44, 19,9 % від 45 до 64 і 33,3 % від 65 років і старші. Середній вік жителів — 48 років. Статевий склад населення: 48,4 % — чоловіки і 51,6 % — жінки.
Середній дохід домогосподарств у місті становив $27 500, родин — $29 531. Середній дохід чоловіків становив $36 250 проти $28 750 у жінок. Дохід на душу населення в місті був $14 863. Приблизно 16,0 % родин і 13,2 % населення перебували за межею бідності, включаючи 11,9 % віком до 18 років і 11,6 % від 65 і старших.